# 90-е годы до н. э.
90-е (девяно́стые) го́ды до на́шей э́ры по пролептическому юлианскому календарю — промежуток времени с 1 января 99 года до н. э. по 31 декабря 90 года до н. э., включающий с 99 по 91 годы 1-го десятилетия  и 90 год 2-го десятилетия I века 1-го тысячелетия до н. э. Им предшествовали 100-е годы до н. э., за ними следовали 80-е годы до н. э. Они закончились 2115 лет назад.

## Важнейшие события
- 97 — Шаньюй Цзюйдихоу нанёс поражение Ханьским войскам У-ди. Поражение настолько сильно, что ханьцы вынуждены реформировать свою армию.
- 96 — Умер шаньюй Цзюйдихоу. Вместо него избран его сын Хулугу.
- Союзническая война (91—88 до н. э.).
- 90 — Китайский император У-ди направил три армии против хунну. Шаньюй Хулугу, его вассалы и союзники побеждают китайцев.
- Первая половина 90-х годов — Никомед пытается захватить Каппадокию. Его ссора с Митридатом. Римский сенат требует от Митридата VI освободить Пафлагонию и Каппадокию. В Каппадокии римляне возводят на престол своего ставленника Ариобарзана.
- Вторая половина 90-х годов — Союз Митридата VI с иберами и фракийцами. Союз с царём Парфии, с пиратами Эгейского моря. Переговоры с Египтом и Сирией.
- Начало I века — Большая часть территории Селевкидов захвачена царём Армении Тиграном. Независимым государством становится Коммагена, возникают арабские государства Эмеса и Итурея.
- Начало I века — Возникновение Набатейского царства в Северной Аравии с центром в Петре.
- Начало I века — Греческие цари Джелама Гиппострат и части Северного Афганистана Гермей. Гермей обращается за помощью к китайцам.

## Римские консулы десятилетия
- 99: Марк Антоний Оратор и Авл Постумий Альбин
- 98: Квинт Цецилий Метелл Непот и Тит Дидий
- 97: Гней Корнелий Лентул и Публий Лициний Красс
- 96: Гней Домиций Агенобарб и Гай Кассий Лонгин
- 95: Луций Лициний Красс и Квинт Муций Сцевола
- 94: Гай Целий Кальд и Луций Домиций Агенобарб
- 93: Гай Валерий Флакк и Марк Геренний
- 92: Гай Клавдий Пульхр и Марк Перперна
- 91: Луций Марций Филипп и Секст Юлий Цезарь
- 90: Луций Юлий Цезарь и Публий Рутилий Луп